# Desierto costero de Eritrea
El desierto costero de Eritrea es una ecorregión de la ecozona afrotropical, definida por WWF, que se extiende por la costa africana del estrecho de Bab-el-Mandeb, entre Eritrea y Yibuti.

## Descripción
Es una ecorregión de desierto que ocupa 4.400 kilómetros cuadrados a lo largo de la costa africana del estrecho de Bab-el-Mandeb, desde Balfair Assoli en Eritrea hasta Ras Bir en Yibuti. Incluye también varios grupos de islas. Limita al suroeste con la pradera y matorral xerófilos de Etiopía.

## Fauna
Hay poblaciones de gacela dorcas (Gazella dorcas), gacela de Soemmerring (Gazella soemmerringii) y dik-dik de Salt (Madoqua saltiana).
En otoño, la ecorregión es el escenario de las migraciones de aves que atraviesan el estrecho de Bab-el-Mandeb. 

## Estado de conservación
Relativamente estable/Intacto.